# Хорнбах
Хорнбах (њем. Hornbach) град је у њемачкој савезној држави Рајна-Палатинат. Једно је од 84 општинска средишта округа Југозападни Палатинат. Према процјени из 2010. у граду је живјело 1.598 становника. Посједује регионалну шифру (AGS) 7340211.

## Географски и демографски подаци
Хорнбах се налази у савезној држави Рајна-Палатинат у округу Југозападни Палатинат. Град се налази на надморској висини од 233 метра. Површина општине износи 13,3 km². У самом граду је, према процјени из 2010. године, живјело 1.598 становника. Просјечна густина становништва износи 120 становника/km².